# Was Gott tut, das ist wohlgetan
Was Gott tut, das ist wohlgetan (Ciò che Dio fa è ben fatto), BWV 100, è una cantata sacra composta a Lipsia tra il 1732 e il 1735 da Johann Sebastian Bach. La cantata corale è basata sull'inno "Was Gott tut, das ist wohlgetan" di Samuel Rodigast (1674).
Bach aveva già composto una cantata corale sullo stesso inno come parte del suo ciclo di cantate corali, ma in quest'ultimo lavoro ha mantenuto invariato il testo completo dell'inno. Ha seguito il formato delle cantate corali, incorniciando i movimenti solisti con una fantasia corale di apertura e un corale di chiusura. I movimenti interni sono quattro nuove arie, la prima un duetto. Per entrambi i movimenti corali, ha riutilizzato composizioni precedenti, ampliandone la strumentazione per un'occasione festiva che potrebbe essere stata un matrimonio.

## Storia e testo
Quest'opera è una cantata corale per un'occasione non specificata. Bach probabilmente la compose e la eseguì per la prima volta a Lipsia intorno al 1734. Questa è considerata una delle ultime cantate religiose esistenti di Bach.
La cantata è basata sull'inno "Was Gott tut, das ist wohlgetan" di Samuel Rodigast. Questo corale veniva tradizionalmente utilizzato a Lipsia come canto per i matrimoni. Bach usò il testo immutato, mentre nella maggior parte delle sue prime cantate corali le strofe interne furono parafrasate da un librettista contemporaneo. Bach seguì il formato di quel ciclo componendo i movimenti esterni come una fantasia corale e un'ambientazione corale in quattro parti, i movimenti interni come opere soliste indipendenti dalla melodia corale, dunque una successione di quattro arie. Per i movimenti esterni, ha riutilizzato composizioni precedenti di due diverse cantate aggiungendole alla loro orchestrazione per un'occasione festiva.
Bach eseguì nuovamente la cantata nel 1737 e nel 1742.

## Organico e Struttura
La cantata in sei movimenti è composta da quattro solisti vocali (soprano, contralto, tenore e basso), un coro a quattro parti, flauto, oboi, due corni, timpani, violini, viola e basso continuo.
1. Coro: Es bleibt gerecht sein Wille
2. Duetto (contralto e tenore): Er wird mich nicht betrügen
3. Aria (soprano): Er wird mich wohl bedenken
4. Aria (basso): Er ist mein Licht, mein Leben
5. Aria (alto): Muß ich den Kelch gleich schmecken
6. Corale: Darbei will ich verbleiben